# Hanna Karp
Hanna Karp z domu Karaś (ur. 17 lipca 1962 w Suwałkach) – polska religiolog, medioznawca i publicystka, doktor habilitowana nauk teologicznych, członek Krajowej Rady Radiofonii i Telewizji w kadencji 2022–2028, oraz jej wiceprzewodnicząca od 2025.

## Życiorys
Studiowała na Akademii Teologii Katolickiej, Papieskiej Akademii Teologicznej oraz Westfalskim Uniwersytecie Wilhelma w Münsterze. W 2002 uzyskała stopień doktora nauk teologicznych w specjalności religiologia na UKSW na podstawie pracy pt. Organizacyjne formy współczesnego ezoteryzmu w Polsce (1980–2000). W 2019 habilitowała się w zakresie nauk teologicznych na Uniwersytecie Papieskim Jana Pawła II w Krakowie. Została wykładowcą Akademii Kultury Społecznej i Medialnej w Toruniu. Autorka książek dotyczących tematyki religii, okultyzmu, sekt i nowych ruchów religijnych, m.in. Quo Vadis Nowa Ero: New Age w Polsce (1999) i Cuda na sprzedaż. Oblicza transformacji w Polsce (2008), współautorka publikacji zbiorowych. Pisała także w prasie m.in. w „Naszym Dzienniku”, „Sieci” i „Egzorcyście”. Tworzyła także ekspertyzy przygotowywane na potrzeby Krajowej Rady Radiofonii i Telewizji. Od lat 80. XX wieku do 2000 publikowała na łamach prasy swoje wiersze.
3 października 2022 została powołana przez Prezydenta w skład Krajowej Rady Radiofonii i Telewizji na sześcioletnią kadencję.